# Stachydeae
Stachydeae (Dumort., 1827) è una tribù di piante spermatofite dicotiledoni appartenenti alla famiglia delle Lamiaceae (ordine delle Lamiales).

## Etimologia
Il nome della tribù deriva dal suo genere tipo: Stachys L. la cui etimologia deriva dalla parola greca: "staxuj" ( = spiga) e fa riferimento all'infiorescenza di alcune specie di questo gruppo. Questo nome è stato usato per primo da Dioscoride (Anazarbe, 40 circa – 90 circa), medico, botanico e farmacista greco antico che esercitò a Roma ai tempi dell'imperatore Nerone,
Il nome scientifico della tribù è stato definito dal botanico, naturalista e politico belga Barthélemy Charles Joseph Dumortier (Tournai, 3 aprile 1797 – 9 giugno 1878) nella pubblicazione "Florula belgica, opera majoris prodromus - 44." del 1827.

## Descrizione

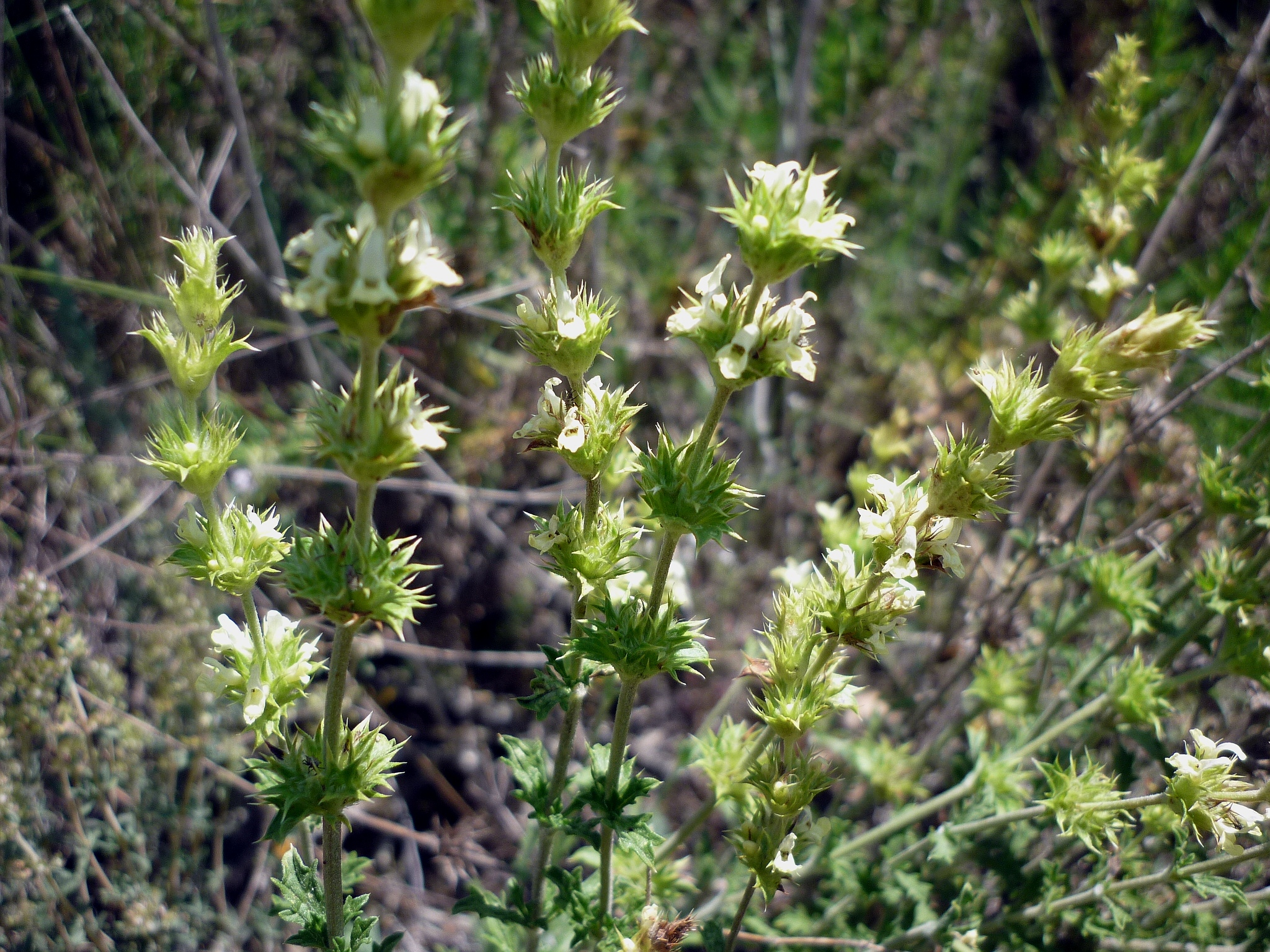
Il portamento
Sideritis angustifolia

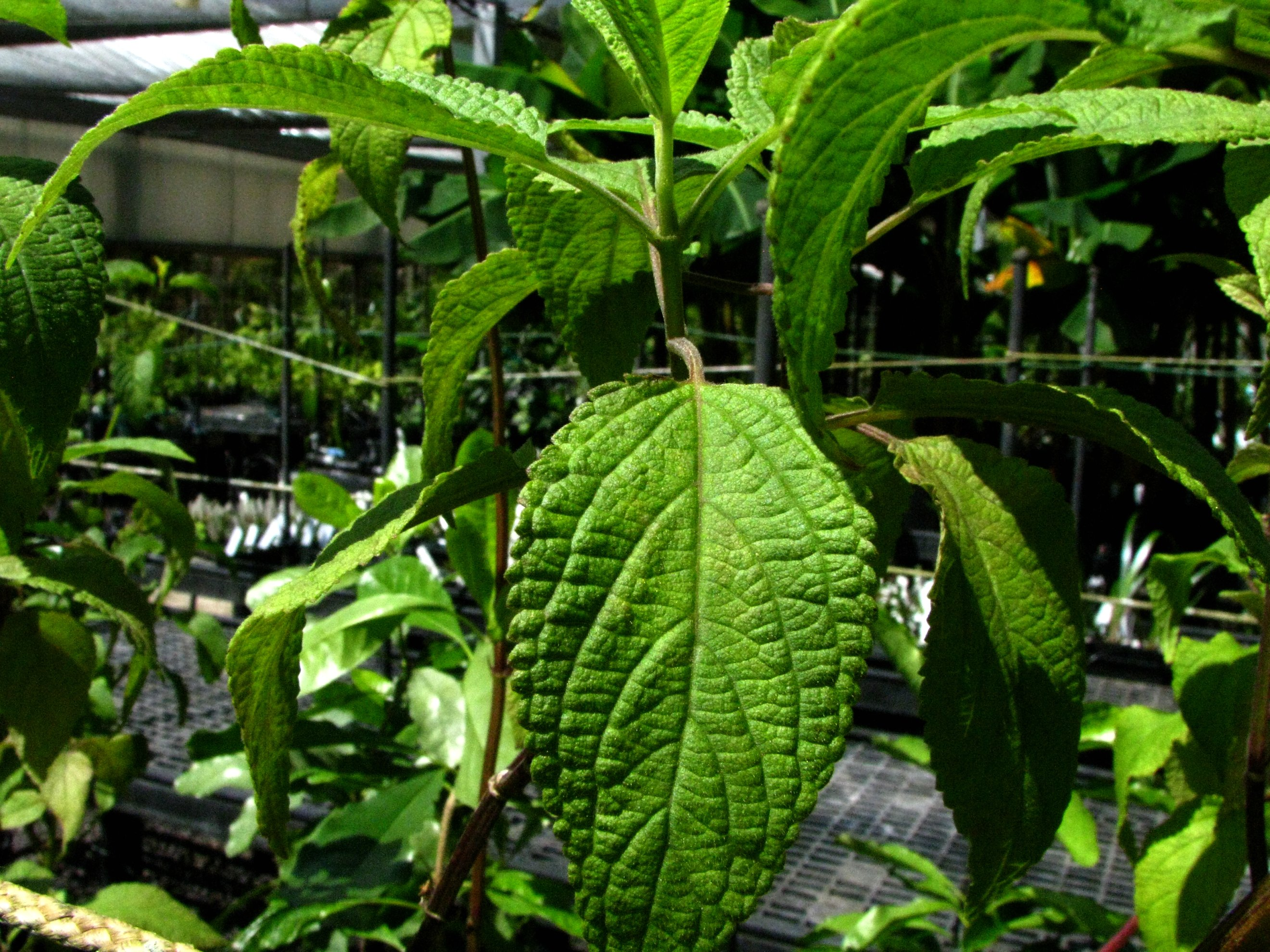
Le foglie
Phyllostegia electra

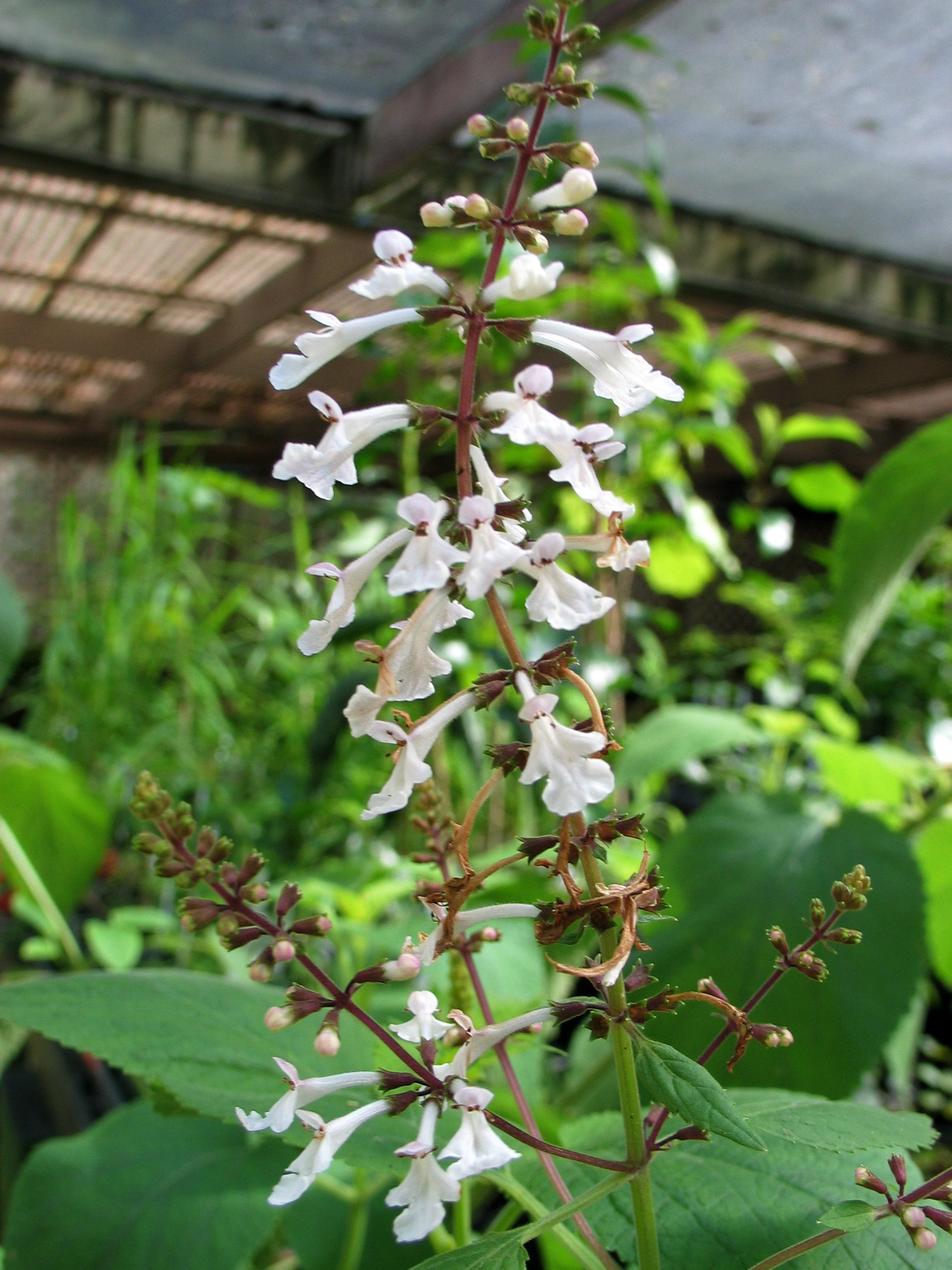
Infiorescenza
Phyllostegia mollis

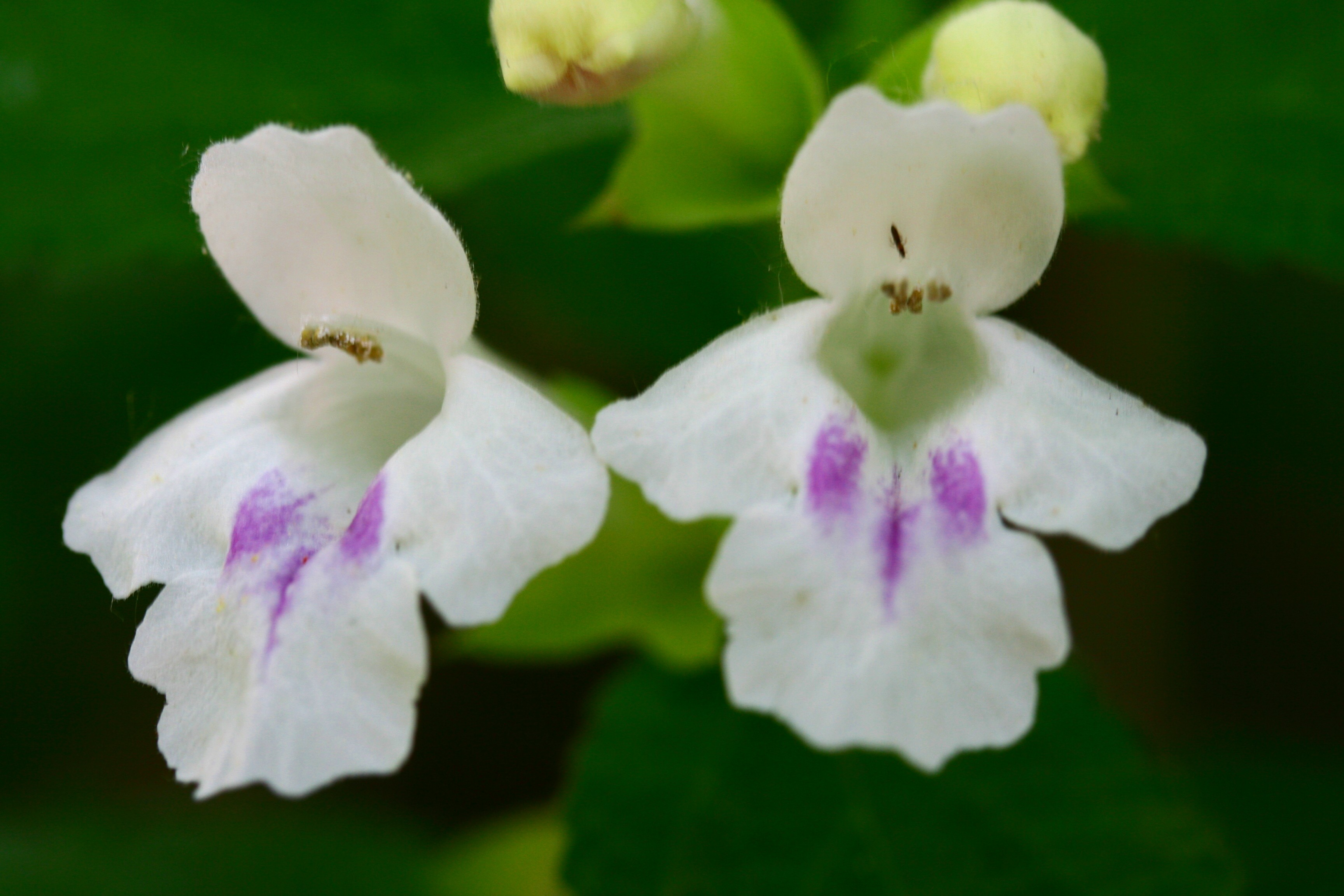
I fiori
Melittis melissophyllum

- Il portamento delle specie di questa tribù è erbaceo annuale o perenne anche legnoso, raramente sono presenti piccoli arbusti. Alcune specie sono rizomatose, altre suffruticose. In Phyllostegia sono presenti portamenti lianosi, mentre in Stenogyne il portamento è tipo viticci e in Suzukia è strisciante. In Hypogomphia le specie sono ginodioiche. L'indumento è glabro oppure lanato o villoso, composto da peli semplici o ramificati. Il fusto ha una sezione quadrangolare a causa della presenza di fasci di collenchima posti nei quattro vertici, mentre le quattro facce sono concave. In queste piante (non tutte) sono inoltre presenti ghiandole contenenti oli eterei che emanano caratteristici aromi (alcune piante sono fortemente aromatiche).[4][7][8][9][10][11]
- Le foglie lungo il caule sono disposte in modo opposto, sono picciolate (quelle basali), ma anche sessili (soprattutto quelle superiori). La lamina ha delle forme da strette a ovate o cuoriformi oppure elongate con crenelature. Il contorno e intero o dentato o anche irregolarmente pennatosetto. In alcune specie le giovani foglie hanno delle forme palmato-lobate. In Haplostachys la pagina fogliare ha una consistenza coriacea. In genere la superficie adassiale è verde, mentre quella abassiale è più pallida.
- Le infiorescenze sono di tipo tirsoide o racemoide. In genere sono formate da densi verticilli ascellari sovrapposti. Ogni verticillo è composto da alcuni fiori (da 2 a molti) disposti circolarmente poggianti su diverse piccole brattee di tipo erbaceo (normalmente sono due brattee o due foglie). Le brattee del verticillo seguente sono disposte in modo alternato. I fiori sono pedicellati, raramente sono sessili. La forma delle brattee è da lineare a oblunga. Possono essere presenti anche bratteole specialmente alla base dei pedicelli.
- I fiori sono ermafroditi, zigomorfi, tetrameri (4-ciclici), ossia con quattro verticilli (calice – corolla - androceo – gineceo) e pentameri (5-meri: la corolla e il calice sono a 5 parti). Sono inoltre omogami (autofecondanti).

- Formula fiorale. Per la famiglia di queste piante viene indicata la seguente formula fiorale:

X, K (5), [C (2+3), A 2+2] G (2), (supero), drupa, 4 nucule
- Calice: il calice è gamosepalo e persistente con forme da campanulate a tubulose. In alcune specie è ampiamente campanulato e accrescente alla fruttificazione. Può essere da attinomorfo a debolmente bilabiato (zigomorfo); in tutti i casi termina con 5 lobi uguali o subuguali, in quest'ultimo caso con un raggruppamento dei lobi di tipo 3/2, oppure tipo 1/4, ma anche 1/2 in Melittis. La forma dei lobi può essere triangolare con terminazioni spinose e bordi dentati o seghettati; la gola del tubo può essere barbata. La superficie del calice è percorsa da alcuni (5 - 10) nervi.

- Corolla: la corolla, gamopetala e zigomorfa, alla base ha la forma di un tubo, a volte incurvato, e termina in modo fortemente bilabiato con 4 - 5 lobi totali con un raggruppamento di tipo 1/3 oppure 1 - 2/3. Il labbro posteriore (quello in vista superiore) è eretto, lungo e forma un cappuccio, qualche volta può essere quasi piatto oppure lievemente bilobo/trilobo; esternamente è pubescente. Il labbro anteriore (quello in vista bassa), con un portamento patente, è formato da tre lobi con quello centrale più grande degli altri due. I bordi delle labbra possono essere intere o profondamente smarginate. Le fauci, di solito, internamente sono circondate da un anello di peli obliqui per impedire l'accesso ad insetti più piccoli e non adatti all'impollinazione. I colori della corolla sono da bianco a purpureo e rosso, ma anche giallo.

- Androceo: l'androceo possiede quattro stami didinami (tutti uguali o il paio posteriore è leggermente più lungo) tutti fertili (in Hypogomphia sono fertili solo due, quelli posteriori, quelli anteriori sono ridotti a staminoidi) e poco (o non) sporgenti dalla corolla. I filamenti sono adnati alla corolla e a volte sono incurvati in avanti con ispessimenti basali; dopo la fecondazione si allungano e si attorcigliano (specialmente in alcune specie del genere Stachys). Le antere sono ravvicinate a coppie e sono biloculari. Le teche sono più o meno distinte, normalmente divaricate, raramente sono parallele o subparallele; la deiscenza è longitudinale. I granuli pollinici sono del tipo tricolpato o esacolpato. Il nettario è ricco di sostanze zuccherine.

- Gineceo: l'ovario è supero formato da due carpelli saldati (ovario bicarpellare) ed è 4-loculare per la presenza di falsi setti divisori all'interno dei due carpelli. La placentazione è assile. Gli ovuli sono 4 (uno per ogni presunto loculo), hanno un tegumento e sono tenuinucellati (con la nocella, stadio primordiale dell'ovulo, ridotta a poche cellule). Lo stilo inserito alla base dell'ovario (stilo ginobasico) è del tipo filiforme. Lo stigma è bifido con lobi uguali o leggermente ineguali, a volte più o meno clavati. Lo stilo a volte è incluso nel tubo corollino.

- Il frutto è uno schizocarpo composto da 1 - 4 nucule (secche o carnose) con forme da obovoidi a oblunghe, raramente sono piatte e trigone o arrotondate e alate all'apice. I frutti spesso rilasciano i semi con facilità (sono fragili). In alcune specie le nucule sono attaccate obliquamente.

## Riproduzione
- Impollinazione: l'impollinazione avviene tramite insetti tipo ditteri e imenotteri (impollinazione entomogama).[10] Nelle Hawaii anche da piccoli uccelli.[9]
- Riproduzione: la fecondazione avviene fondamentalmente tramite l'impollinazione dei fiori (vedi sopra).
- Dispersione: i semi cadendo a terra (dopo essere stati trasportati per alcuni metri dal vento – disseminazione anemocora) sono successivamente dispersi soprattutto da insetti tipo formiche (disseminazione mirmecoria).[14] I semi hanno una appendice oleosa (elaisomi, sostanze ricche di grassi, proteine e zuccheri) che attrae le formiche durante i loro spostamenti alla ricerca di cibo.[15]

## Distribuzione e habitat
La distribuzione delle pante di questa tribù è eurasiatica con habitat molto vari (temperato, alpino, foreste umide, zone secche principalmente costiere, pendii rocciosi e aree sabbiose desertiche).

## Tassonomia
La famiglia di appartenenza della tribù (Lamiaceae), molto numerosa con circa 250 generi e quasi 7000 specie, ha il principale centro di differenziazione nel bacino del Mediterraneo e sono piante per lo più xerofile (in Brasile sono presenti anche specie arboree). Per la presenza di sostanze aromatiche, molte specie di questa famiglia sono usate in cucina come condimento, in profumeria, liquoreria e farmacia. La famiglia è suddivisa in 7 sottofamiglie; la tribù Stachydeae appartiene alla sottofamiglia Lamioideae.

### Filogenesi

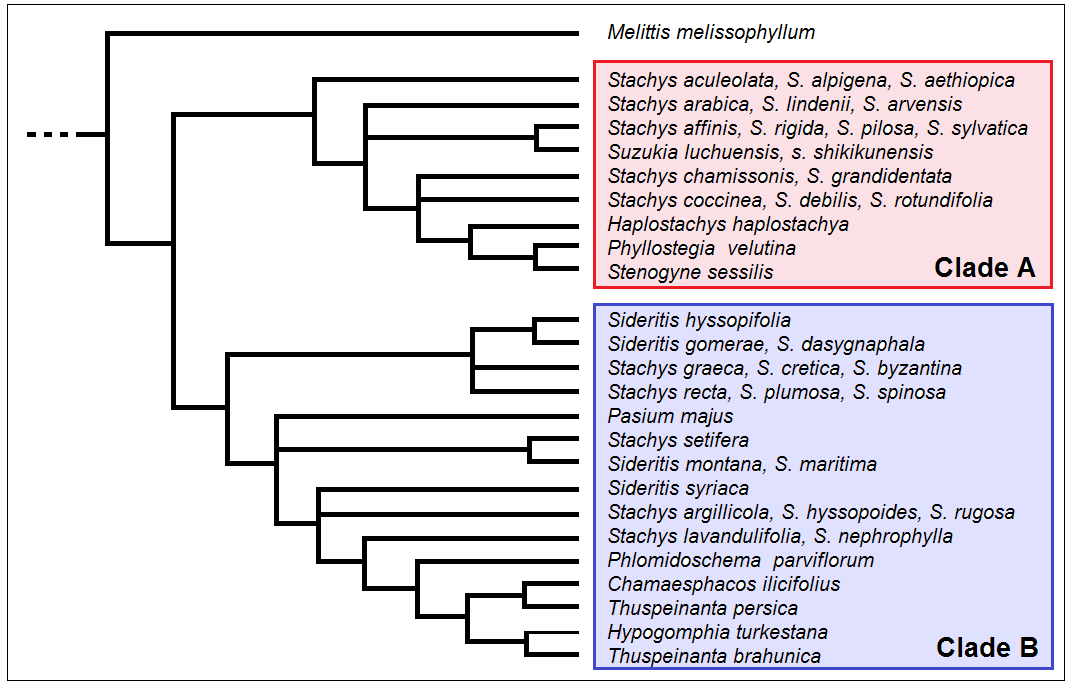
Cladogramma della tribù

La tribù Stachydeae è considerata monofiletica, ed è la più numerosa della sottofamiglia Lamioideae (e forse di tutta la famiglia). All'interno della sottofamiglia occupa una posizione abbastanza centrale. All'interno della tribù il genere monotipo Melittis è "gruppo fratello" del resto dei generi. I dati molecolari supportano l'inclusione di questo genere in Stachydeae anche se da un punto di vista morfologico l'erba perenne Melittis melissophyllum si distingue dalle altre specie per la grandezza dei fiori, per il calice diviso distintamente in due labbra e con il labbro superiore intero o irregolarmente dentato. Il resto della tribù è diviso in due grandi cladi ben supportati: clade "A" con i generi Stachys, Suzukia, Haplostachys, Haplostachys e Stenogyne; e il clade "B" con i generi Stachys, Sideritis, Prasium , Phlomidoschema, Chamaesphacos, Thuspeinanta e Hypogomphia. Dalle analisi il genere cosmopolita Stachys risulta un gruppo innaturale e non omogeneo. Al suo interno sono nidificati diversi gruppi (Sideritis, Prasium , Phlomidoschema e altri ancora). Anche il genere Sideritis, pur essendo tutto contenuto nel calde "B" risulta essere parafiletico. La complessità di Stachydeae oltre a comprendere diversi generi parafiletici, è data da una notevole plasticità morfologica, ma anche da una grande gamma di livelli di poliploidia (vedere i numeri cromosomici della tribù) e presumibilmente da frequenti ibridazioni naturali. La tribù Stachydeae pur essendo così eterogenea mostra alcuni caratteri comuni alla maggior parte delle sue specie: il calice spesso è campanulato o debolmente formato da due labbra con lobi spesso spinosi, mentre la corolla è facilmente pelosa e formata da due evidenti labbra.
Il cladogramma a lato, tratto dallo studio citato e semplificato, dimostra la struttura interna della tribù.
Il numero cromosomico delle specie di questa tribù è vario: 2n = 10, 16, 18, 20, 22, 24, 26, 28, 30, 32, 34, 36, 40, 44, 46, 48, 50, 56, 64, 66, 68, 80, 102.

### Composizione della tribù
La tribù attualmente è formata da 12 generi e circa 470 specie:
| Genere                                            | Numero specie                                        | Distribuzione                                                      |
| ------------------------------------------------- | ---------------------------------------------------- | ------------------------------------------------------------------ |
| Chamaesphacos Schrenk ex Firsh. & C.A. Mey., 1841 | Una specie: Chamaesphacos ilicifolius Schrenk        | Dall'Iran al Kazakistan fino alla Cina                             |
| Haplostachys (A. Gray) W.F. Hillebr., 1888        | 6 (forse qualche specie è estinta)                   | Hawaii                                                             |
| Melittis L., 1753                                 | Una specie: Melittis melissophyllum L.               | Eurasia                                                            |
| Hypogomphia Bunge, 1872                           | Circa 4                                              | Dall'Iran al Kazakistan                                            |
| Phlomidoschema (Benth.) Vved., 1941               | Una specie: Phlomidoschema parviflora (Benth.) Vved. | Dall'Iran all'Himalaya                                             |
| Phyllostegia Benth., 1830                         | 25                                                   | Hawaii e Tahiti                                                    |
| Prasium L., 1753                                  | Una specie: Prasium majus L.                         | Mediterraneo                                                       |
| Sideritis L., 1753                                | Circa 100 - 200                                      | Dal Mediterraneo fino alla Cina                                    |
| Stachys L., 1753                                  | Circa 300                                            | Cosmopolita (esclusa Australia e Nuova Zelanda)                    |
| Stenogyne Benth., 1830                            | 25                                                   | Hawaii                                                             |
| Suzukia Kudo, 1930                                | 2                                                    | Taiwan e Isole Ryūkyū                                              |
| Thuspeinanta T. Durand, 1888                      | 2                                                    | Dalla Siria al Pakistan attraverso il Turkmenistan e l'Afghanistan |

II genere monotipo Paralamium Dunn da alcuni botanici è descritto all'interno della tribù di questa voce, mentre per altri è più vicino alla tribù Pogostemoneae; ma mancando altri dati filogenetici per il momento è considerato incertae sedis nell'ambito della sottofamiglia.

### Generi/specie in Europa e Italia
In Europa (compreso l'areale mediterraneo) e in Italia (allo stato spontaneo) sono presenti i seguenti generi/specie:
| Genere       | Specie europee | Specie in Italia |
| ------------ | -------------- | --- |
| Melittis     | 1              | Melittis melissophyllum L. |
| Prasium      | 1              | Prasium majus L. |
| Sideritis    | Circa 160      | Sideritis hirsuta L Sideritis hyssopifolia L Sideritis italica (Mill.) Greuter & Burdet Sideritis montana L Sideritis romana L |
| Stachys      | Circa 165      | Stachys alopecuros (L.) Benth. Stachys alpina L. Stachys annua (L.) L. Stachys arenaria Vahl Stachys arvensis (L.) L. Stachys brachyclada Noe Stachysbyzantina C. Koch Stachys corsica Pers Stachys cretica L. Stachysgermanica L. Stachys glutinosa L. Stachys heraclea All. Stachys maritima Gouan Stachys marrubiifolia Viv. Stachys ocymastrum (L.) Briq. Stachys officinalis (L.)Trevis. Stachys palustris L. Stachys pradica (Zanted.) Greuter & Pignatti Stachys recta L. Stachys sylvatica L. Stachys thirkei K. Koch Stachys tymphaea Hausskn. |
| Thuspeinanta | 1              | |

## Usi

### Cucina
Alcune specie sono edibili come i tuberi di Stachys affinis Bunge.

## Alcune specie

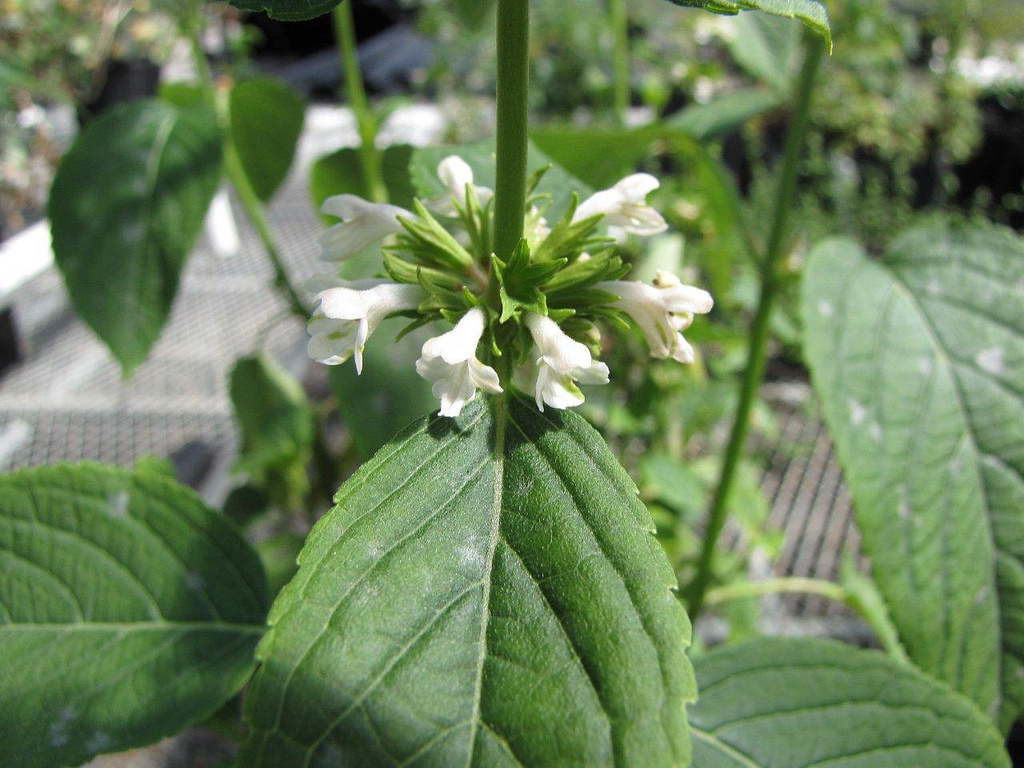
Phyllostegia haliakalae
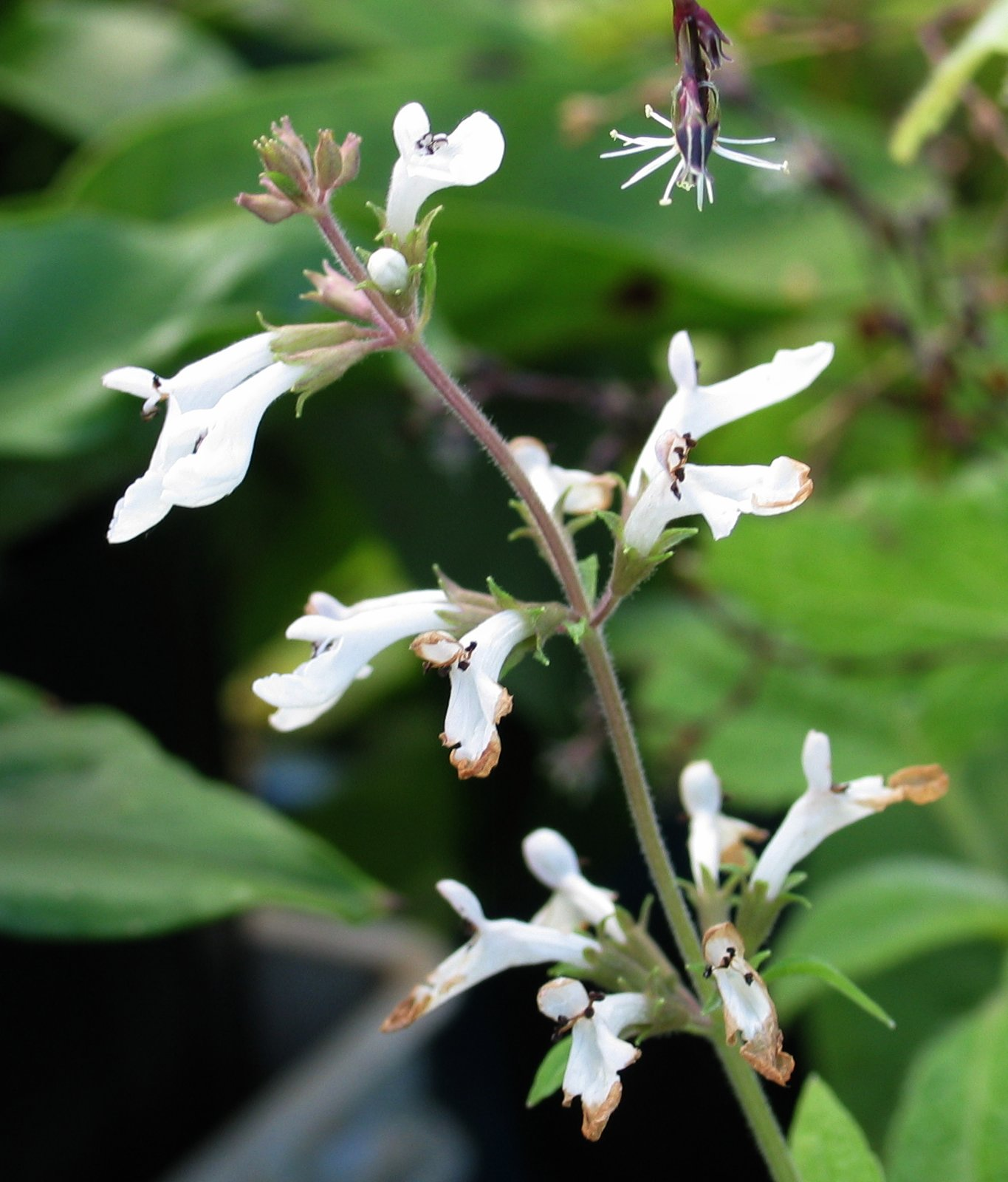
Phyllostegia parviflora
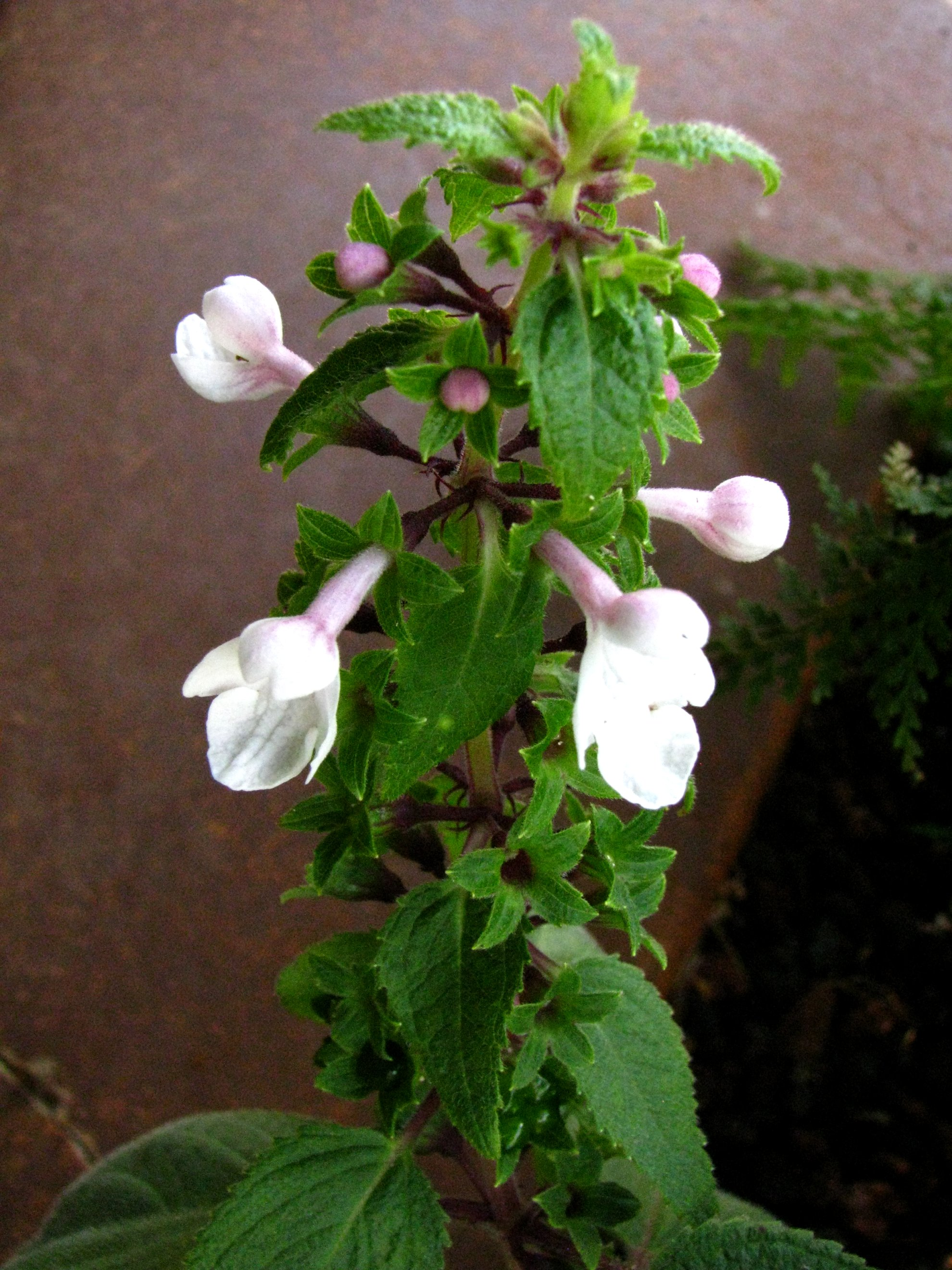
Phyllostegia renovans
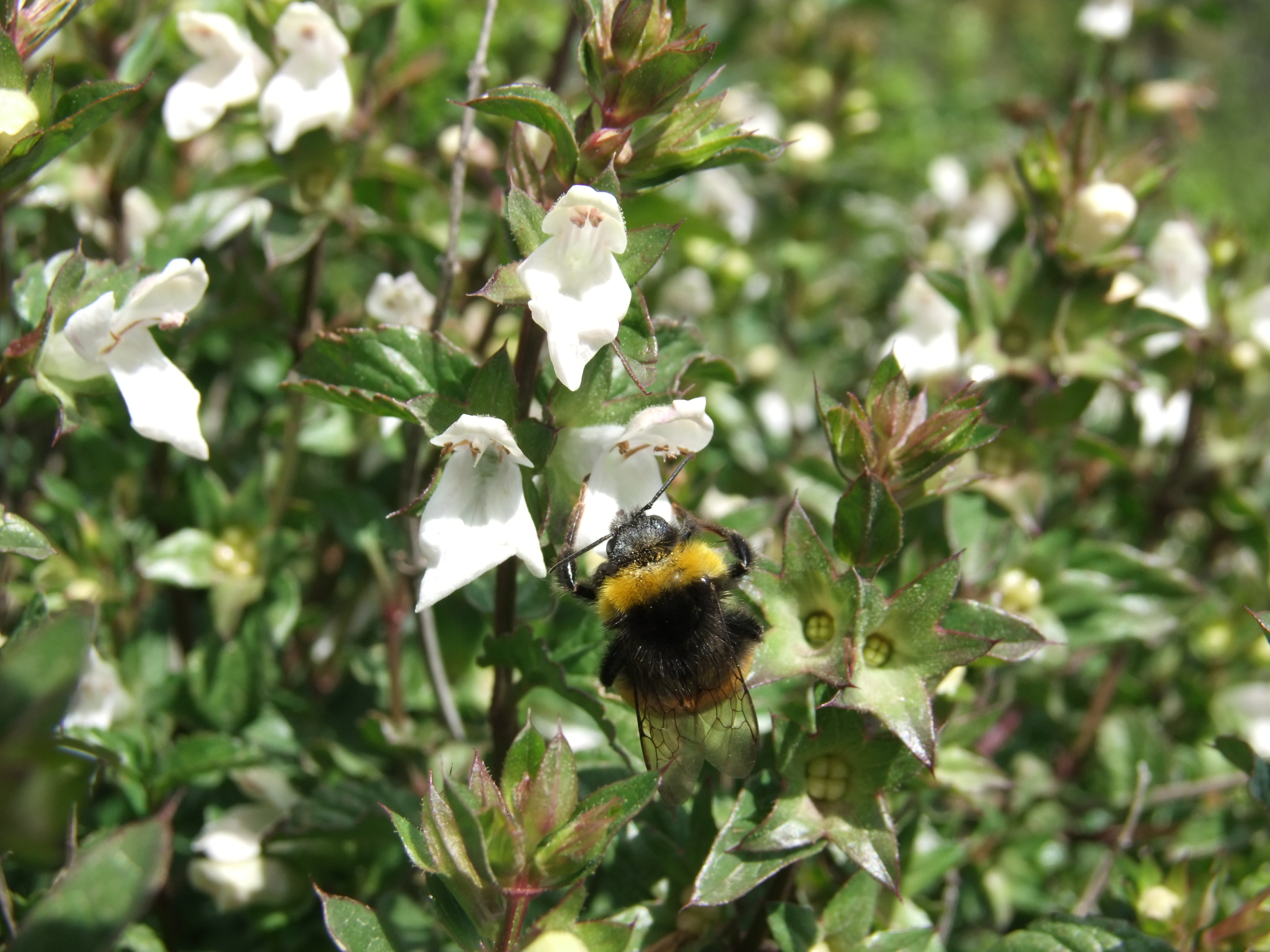
Prasium majus
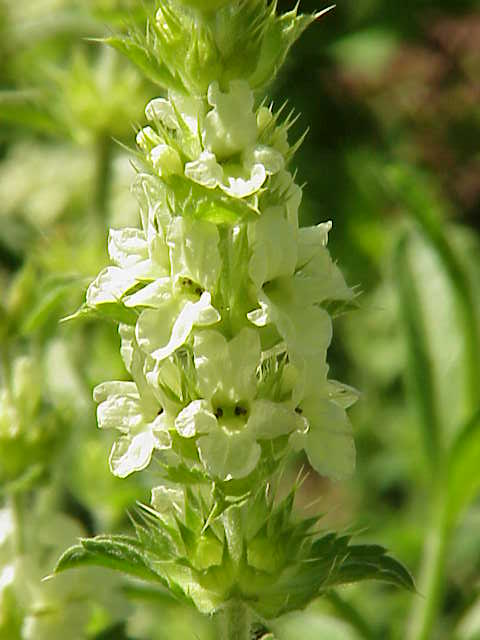
Sideritis scoridioides
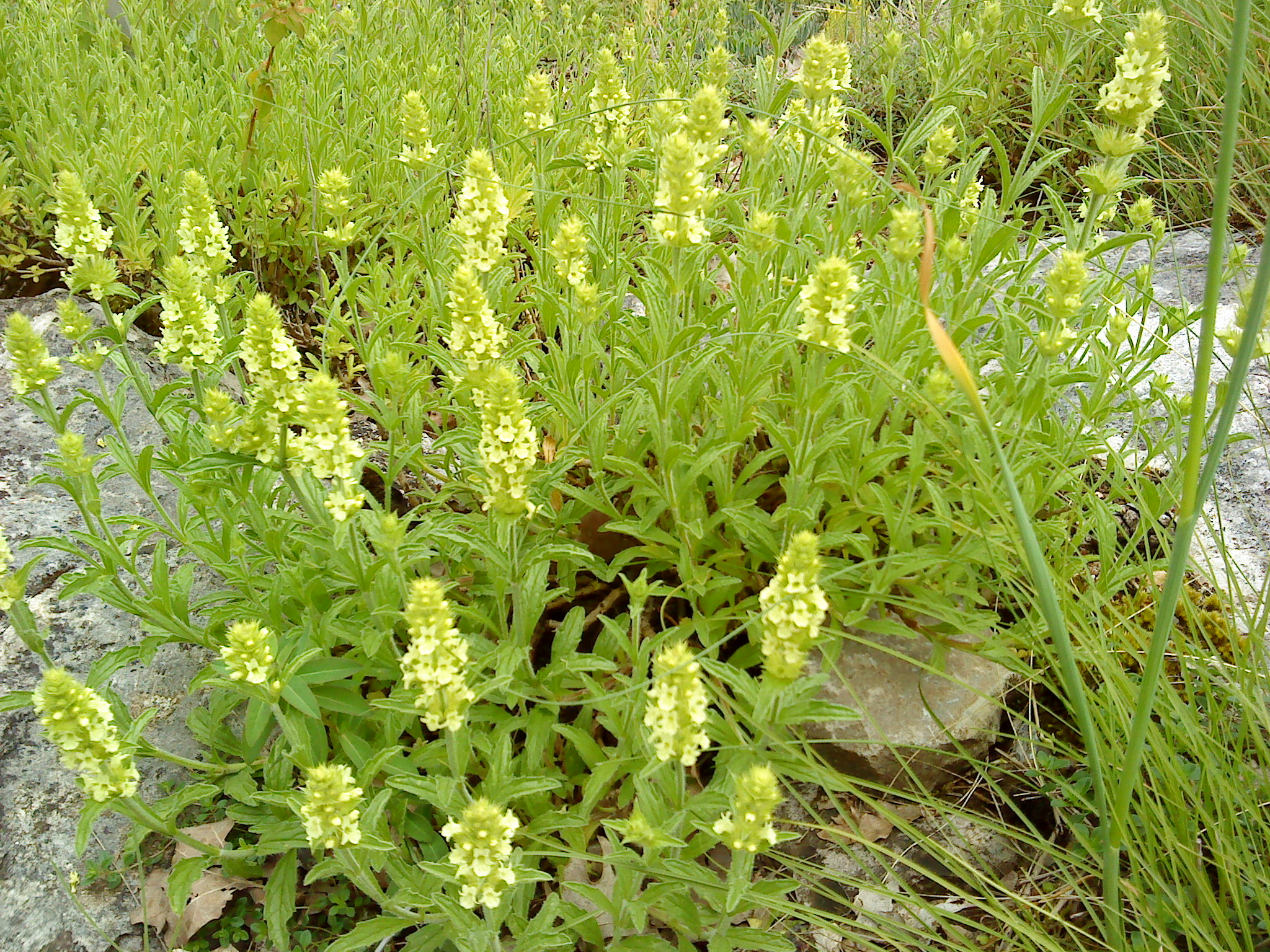
Sideritis montana
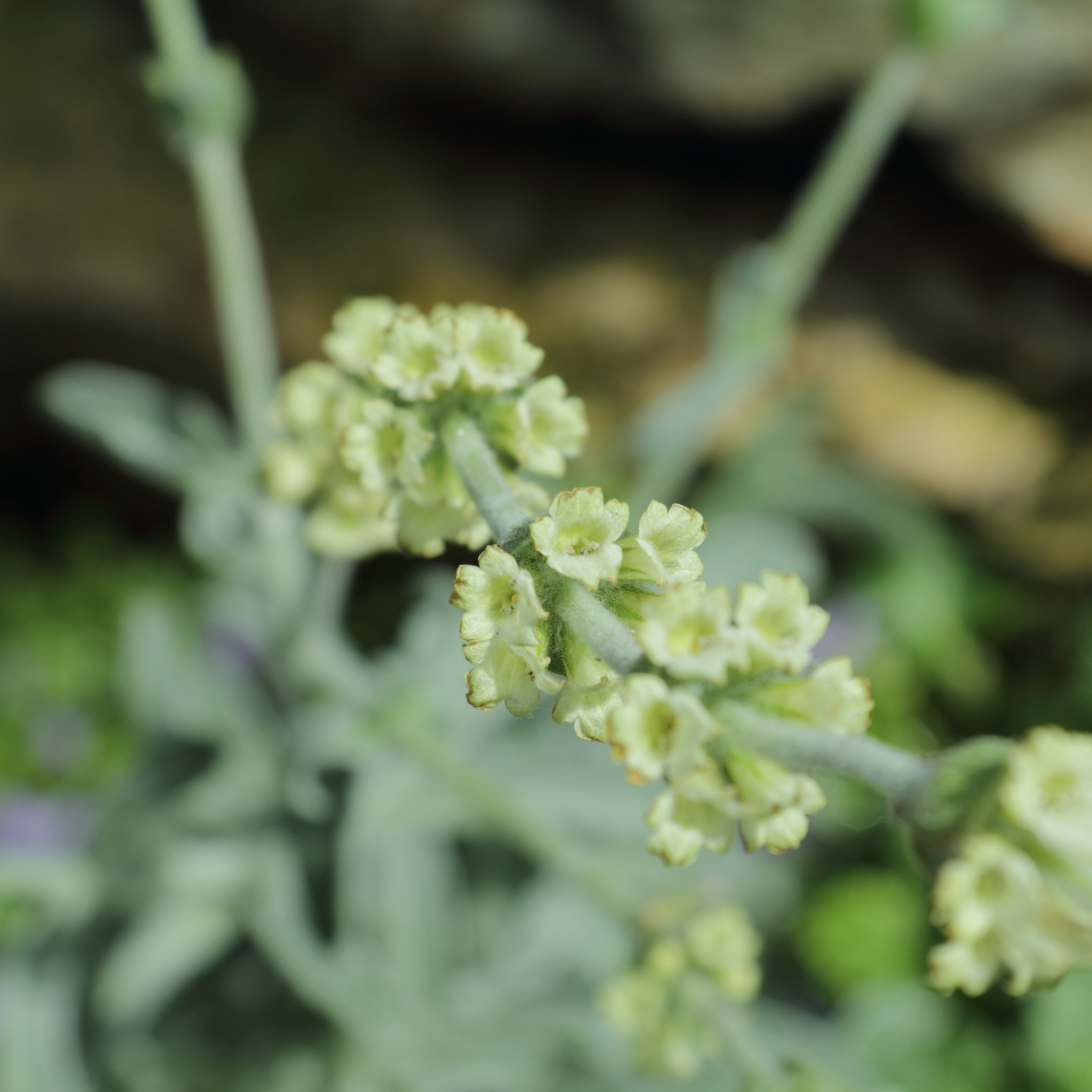
Sideritis syriaca
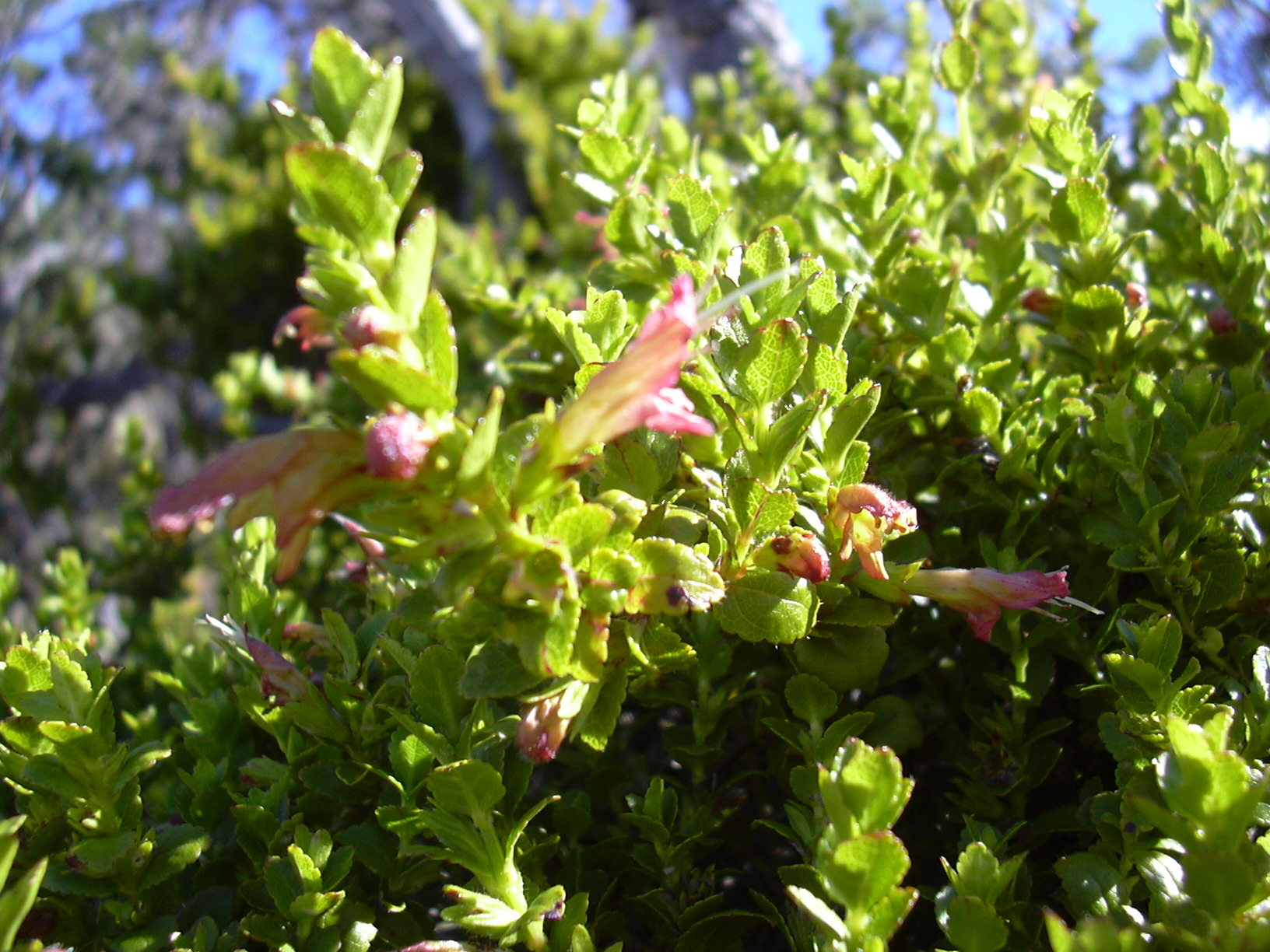
Stenogyne microphylla
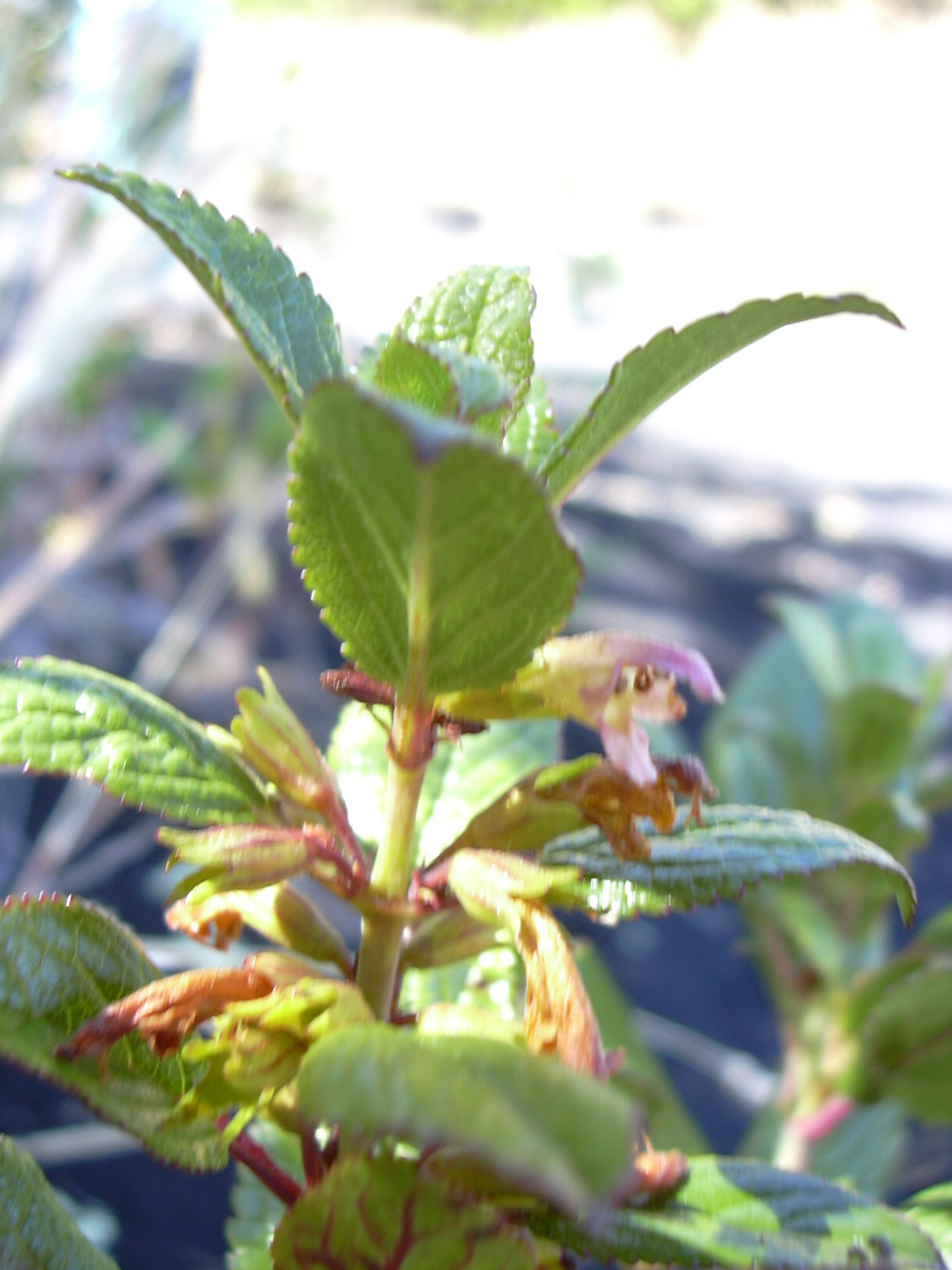
Stenogyne rugosa
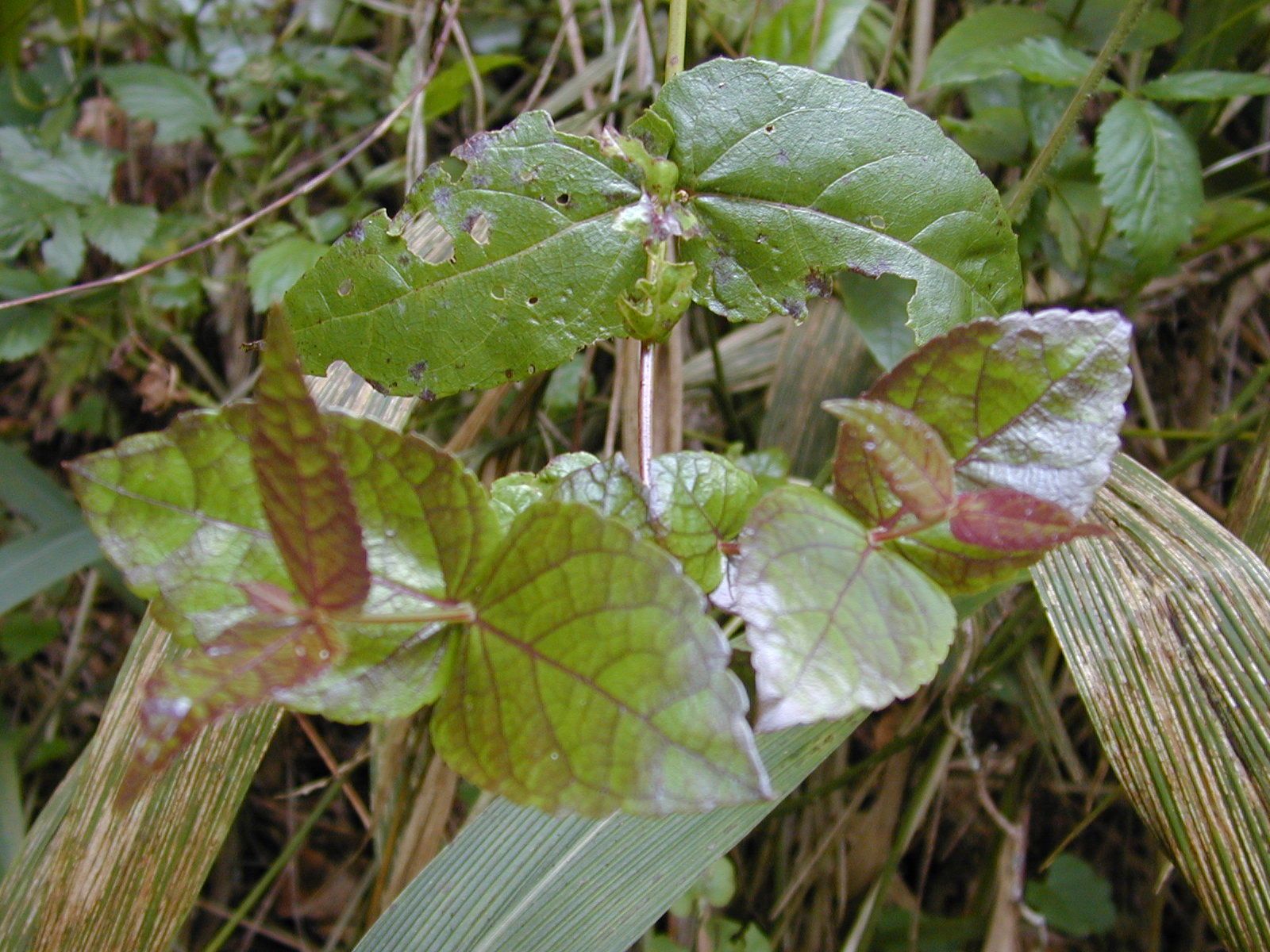
Stenogyne calycosa
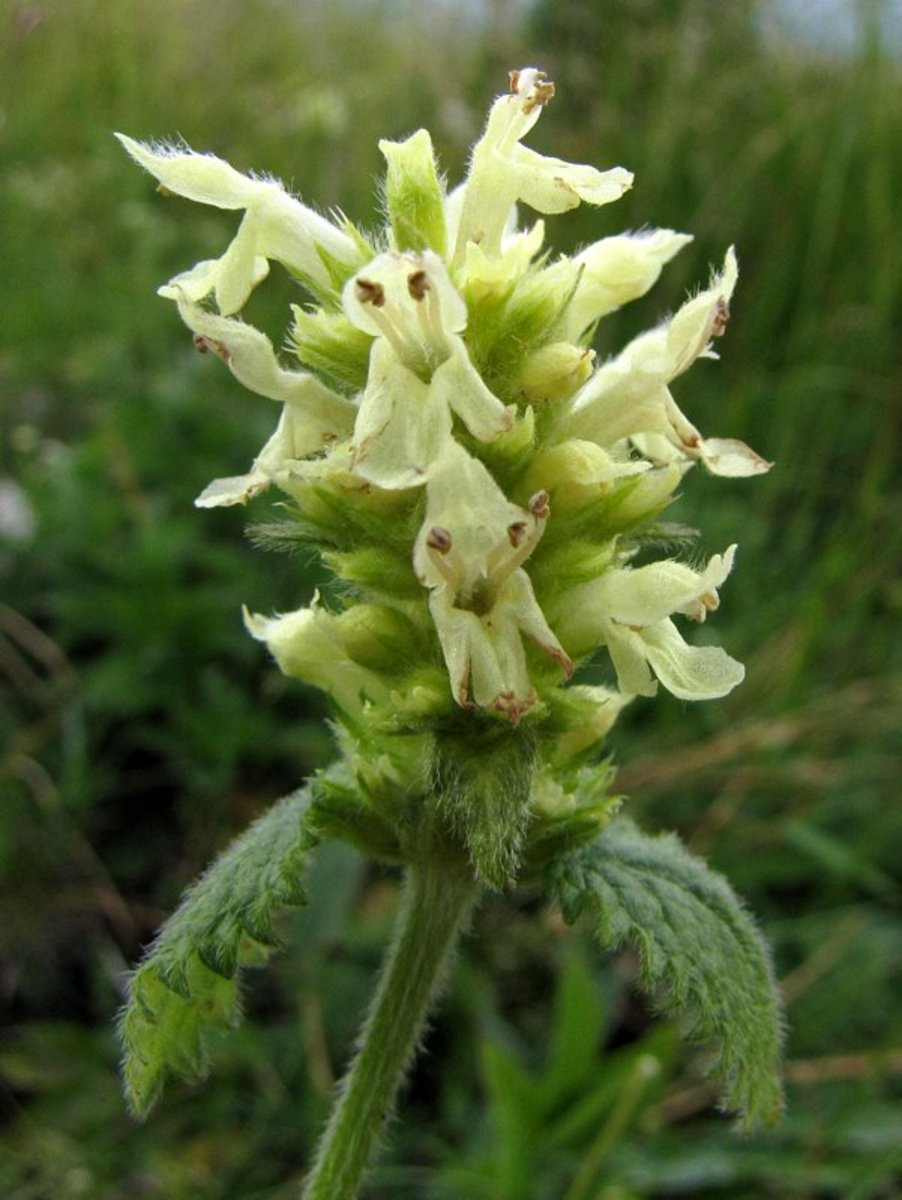
Stachys alopecuros
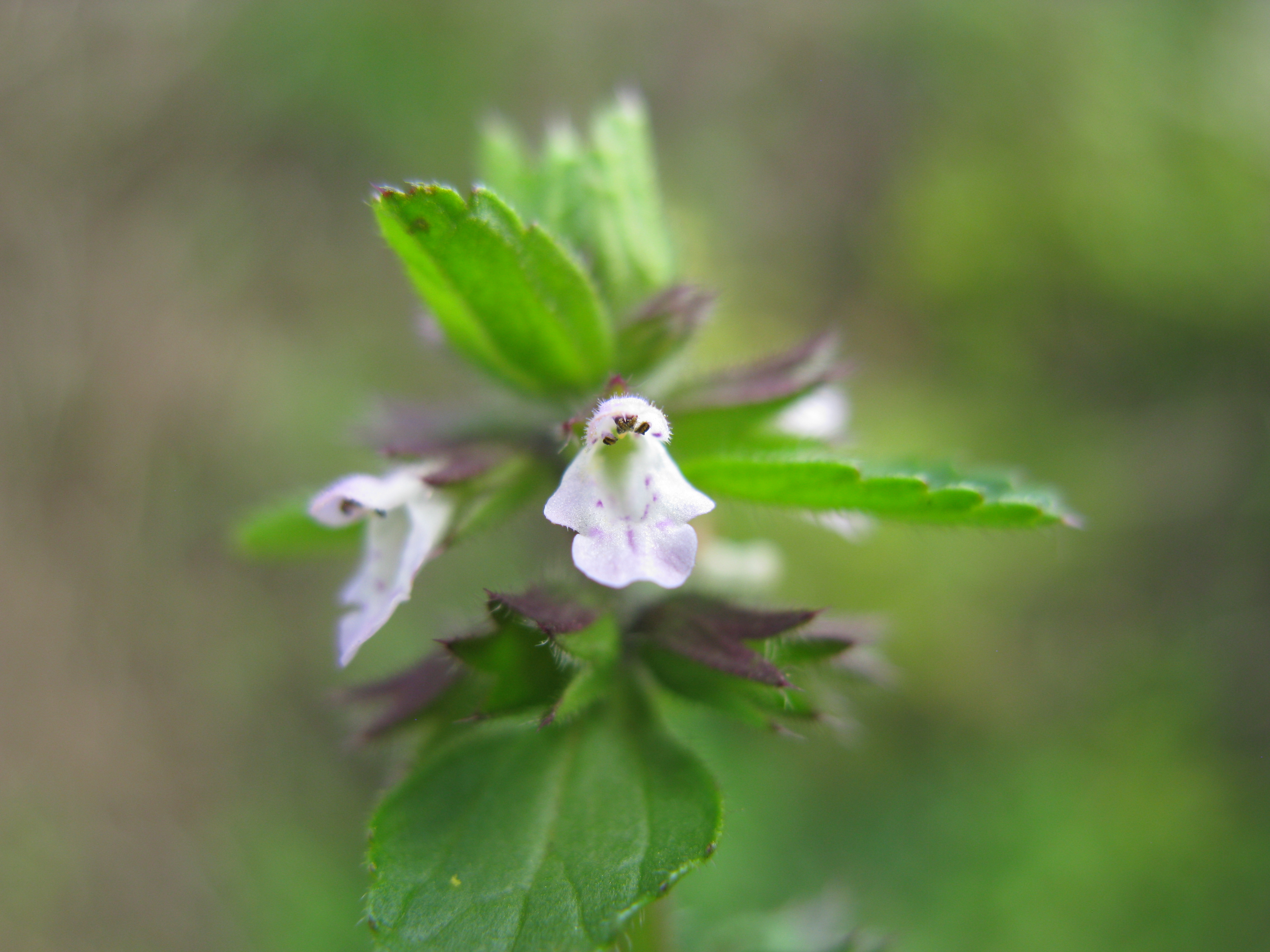
Stachys arvensis
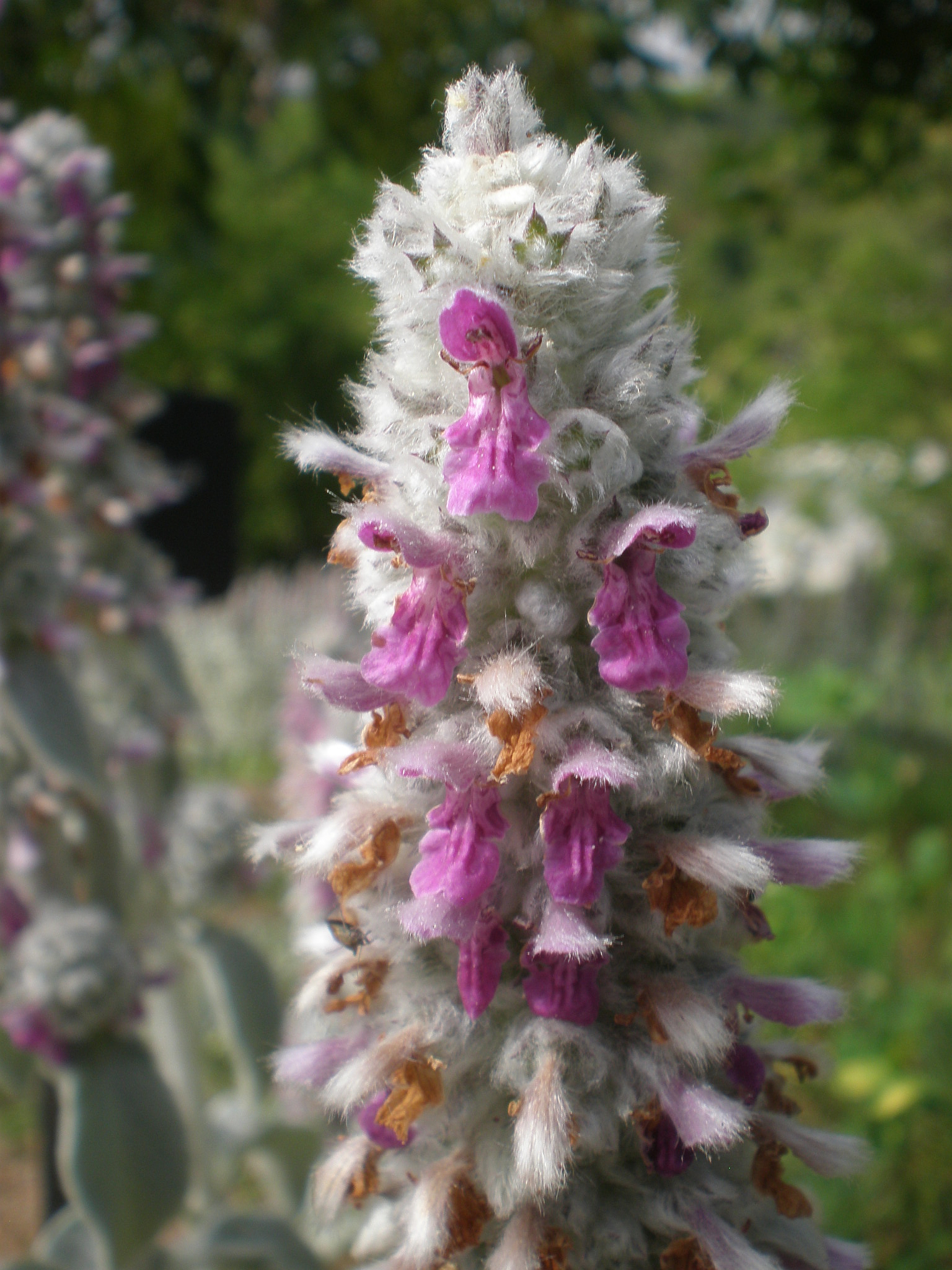
Stachys byzantina
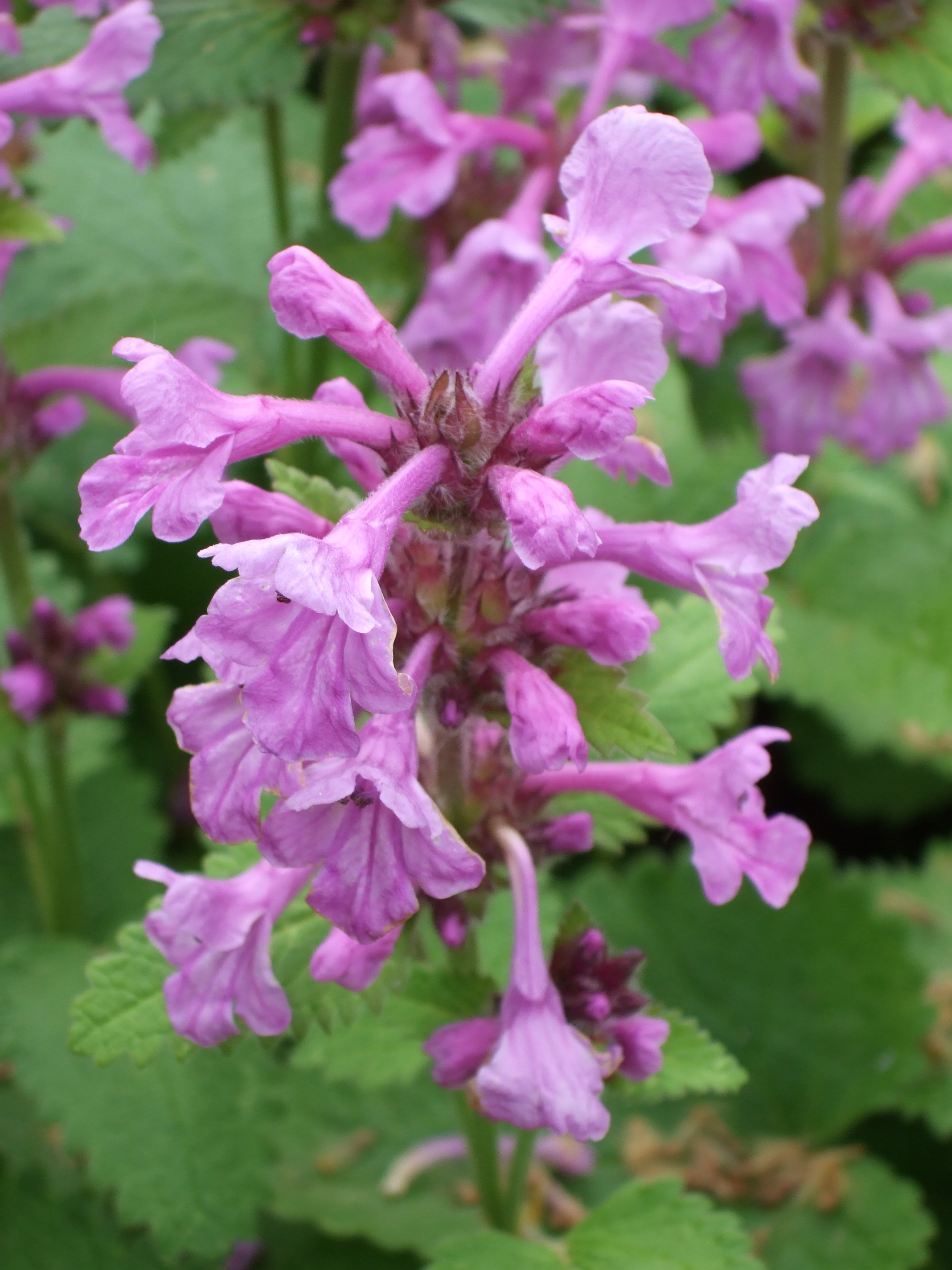
Stachys macrantha
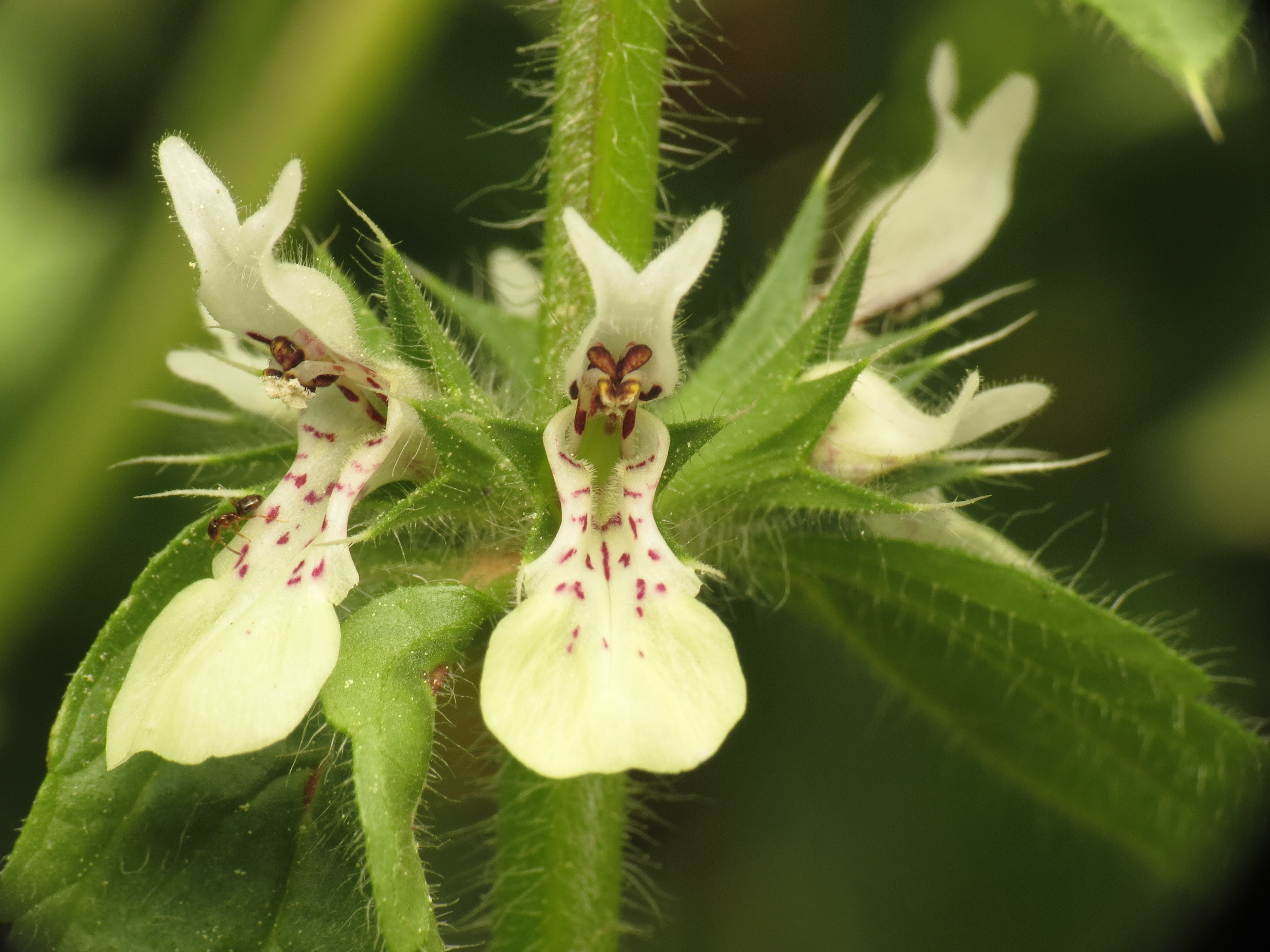
Stachys ocymastrum
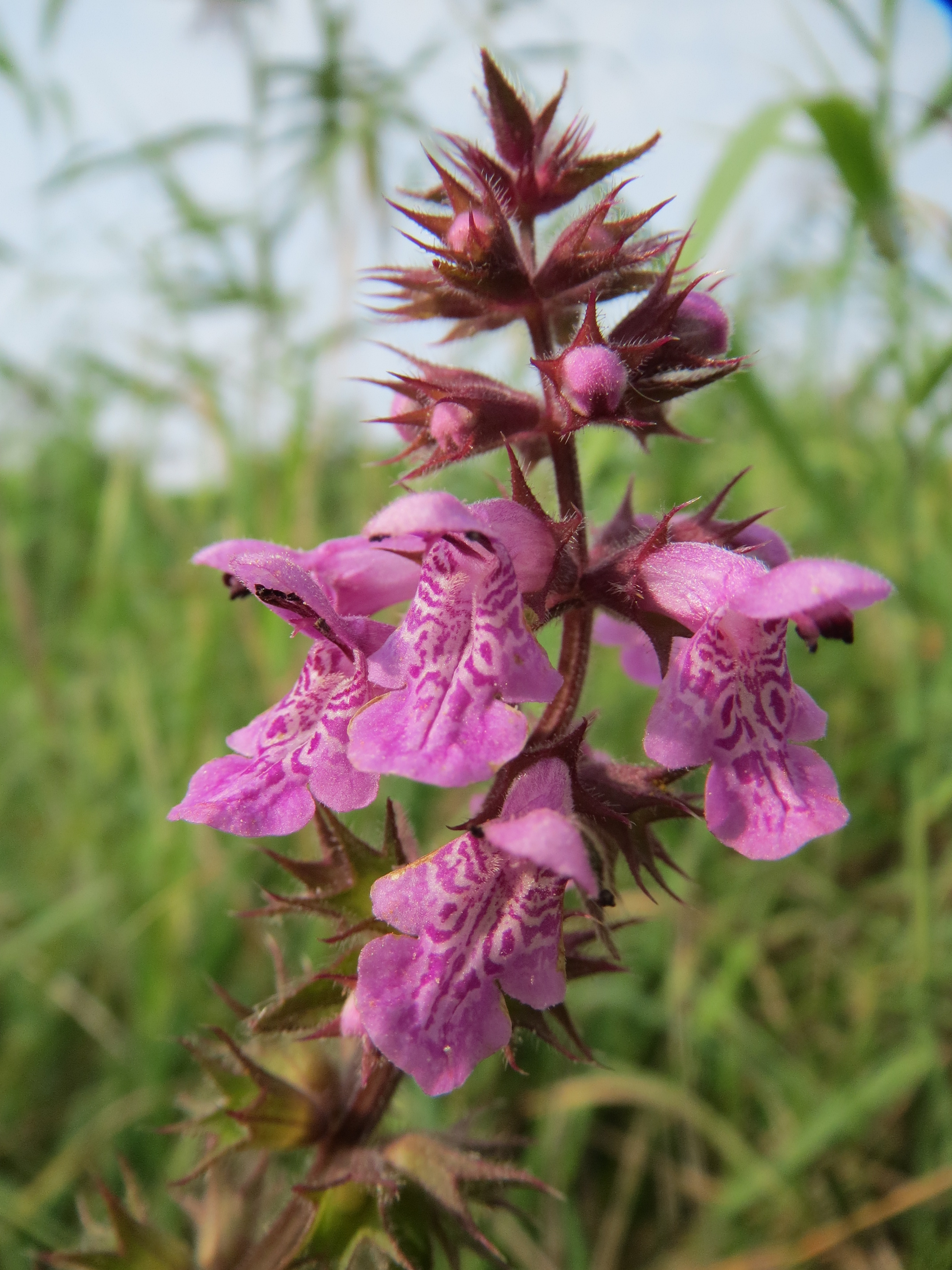
Stachys palustris